# Friedrich Karl Hausmann
Friedrich Karl Hausmann (* 23. September 1825 in Hanau; † 10. März 1886 ebenda) war ein deutscher Maler, Heimatforscher und Direktor an der Zeichenakademie in Hanau.

## Leben
Als Sohn des Goldarbeiters und Graveurs Ernst Wilhelm Hausmann begann Friedrich Karl Hausmann bereits im Alter von zwölf Jahren mit seinem Studium an der Hanauer Zeichenakademie, wo er sich von seinem akademischen Lehrer Theodor Pélissier zunächst zum Zeichner und danach zum Maler ausbilden ließ.
1848-51 ABA Antwerpen zus. mit seinem Jugendfreund Georg Cornicelius bei Laurentius Dykmans und Gustaaf Wappers
Am 2. September 1848 ging er mit seinem Freund und Mitschüler Georg Cornicelius an die Kunstakademie Antwerpen, wo sie bei Laurentius Dykmans und Gustave Wappers studierten. Unterschiedliche Auffassungen zur Antwerpener Schule ließen sie diese bald jedoch wieder verlassen.
 
In dieser Zeit entwickelte sich seine Freundschaft zu Anselm Feuerbach, mit dem er später auch in Paris zusammenarbeitete. Er wandte sich zunächst den Niederlanden zu, um in Amsterdam und Den Haag Gemälde Rembrandts und anderer niederländischer Maler zu studieren, die er auf Skizzenbüchern und Leinwand kopierte. In Scheveningen beeindruckte ihn das Meer und dessen besondere Farbgebung, Erfahrungen, die sich später oftmals in seinen Gemälden wiederfindet. 1851 siedelte er nach Paris über, wo er mit den Brüdern Gustav und Louis Spangenberg, Wilhelm Lindenschmit und Rudolf Hennberg im Atelier von Thomas Couture arbeitete und dort seine Studien fortsetzte. Im Jahr 1854 wechselte er nach Italien, wo er in Olevano und Tivoli vor allem luft- und lichtdurchflutete Landschaftsgemälde schuf. Doch schon ein Jahr später kehrte er nach Deutschland zurück und ließ sich 1855 bis 1864 in Frankfurt am Main als freischaffender Maler nieder. Seine auf den Reisen entstandenen Skizzen und Studien nutzte er zur Komposition neuer Gemälde, erstellte aber zur Sicherung seiner Einnahmen auch Zeichnungen und Vorlagen für die lithografische Anstalt von Bernhard Dondorf (1809–1902) in der Frankfurter Saalgasse. Er war im Jahr 1857 Mitbegründer der Frankfurter Künstlergesellschaft.
Als nach dem Tod von Pélissier die „Akademieinspectorstelle“ in Hanau vakant wurde, bewarb er sich als dessen Nachfolger und wurde 1864 an die Hanauer Zeichenakademie berufen. 1870 zum Direktor ernannt, dauerte es doch noch fünfzehn Jahre, bevor er den Professorentitel erhielt. Er wandelte die private Zeichenschule in die noch heute bestehende Fachschule für Edelmetallhandwerker um. Da ihm der Lehrbetrieb in Hanau wenig Zeit ließ, stammen aus diesen Jahren nur noch wenige Gemälde von seiner Hand, unter denen wohl vor allem die neue Deckenmalerei im Schloss Philippsruhe aus dem Jahr 1880 hervorzuheben wäre. Er bildete in Hanau eine große Zahl tüchtiger Schüler aus, welche später teilweise selbst herausragende Künstler wurden. Unter seiner Leitung entstand der damalige und noch heute genutzte Neubau der Zeichenakademie an der Akademiestraße. Es war ihm eine besondere Ehre, im Jahre 1867 im Auftrag der Preußischen Regierung auf der Weltausstellung in Paris eine Studie über die Entwicklung der deutschen im Vergleich zur französischen Kunst zu erstellen. Seine Gemälde finden sich unter anderem in der Hamburger Kunsthalle, dem Städel in Frankfurt und dem Historischen Museum Hanau.
Im Jahr 1871 trat er dem Hanauer Geschichtsverein bei und förderte als Konservator systematische Ausgrabungen, Restaurierung und grafische Dokumentationen der Fundstücke aus zahlreichen Grabungen des Vereins im Hanauer Raum. Herausragend wurden seine Zeichnungen fränkischer Grabfunde bei Hanau-Mittelbuchen und römischer Grabfunde in Hanau und Erlensee-Rückingen.
Er wurde zeitlebens als Künstler unterschätzt und erst zwei Jahrzehnte nach seinem Tod auf der Jahrhundertausstellung deutscher Kunst in der Nationalgalerie von Berlin einem breiteren Publikum bekannt. Da seine Malweise erst ein halbes Jahrhundert später im Trend der Zeit lag, wurde der Künstler nun über Gebühr verherrlicht und man sah in seinem Werdegang beinahe schon eine Künstlertragödie. In Hanau ist eine Straße nach Hausmann benannt.

## Ausstellungen (Auswahl)
- 1887: Berlin, Nationalgalerie
- 1898: Hanau, staatliche Zeichenakademie
- 1899: Leipzig (Nachlassausstellung)
- 1925: Hanau, Zeichenakademie
- 1934: Aachen, Technische Hochschule
- 1934: Frankfurt a. M., Galerie und Kunsthandlung F. A. C. Prestel
- 1987: Hanau, Schloß Philippsruhe (Gedächtnisausstellung)